# هالة زواتي
هالة عادل عبد الرحمن زواتي سياسية ومهندسة أردنية شغلت منصب وزير الطاقة والثروة المعدنية في حكومتي بشر الخصاونة وعمر الرزاز من 14 حزيران 2018 إلى 11 تشرين الأول 2021. وهو نفس المنصب الذي شغلته في حكومة عمر الرزاز السابقة (14 يونيو -2018 - 12 أكتوبر 2020).
عملت سابقا كرئيس منتدى الاستراتيجيات الأردني. وقدمت استشارات عديدة في شؤون الطاقة لمجلس النواب والشركات في الأردن وخارجه في البرامج التابعة لوكالة الإنماء الأمريكية ووكالة الإنماء الألمانية ووكالة الإنماء اليابانية والاتحاد الأوروبي وبرنامج التنمية التابع لهيئة الأمم المتحدة.

## المؤهلات العلمية
- درجة البكالوريوس في الهندسة الكهربائية من الجامعة الأردنية في عام 1987 [2]
- درجة الإدارة العليا من جامعة دي امبريسا في اسبانيا عام 2007
- شهادة في القيادة والتطوير من جامعة هارفارد وديوك وثنديربيرد
- حائزة على زمالة أيزنهاور.[1]
- أفضل مدير للطاقة على مستوى الشرق الأوسط للعام 2015 من جمعية مهندسي الطاقة الأمريكية

## مناصب
- وزيرة الطاقة والثروة المعدنية
- المدير التنفيذي لمنتدى الاستراتيجيات الأردني [1]
- المدير التنفيذي لجمعية إدامة للطاقة والمياه والبيئة
- المدير التنفيذي للشركة المتقدمة لخدمات الحاسوب
- مستشار لشؤون الطاقة لشركة أمنية
- مستشار لشؤون الطاقة صندوق الملك عبد الله الثاني للتنمية
- مستشار لشؤون الطاقة للبنك الأهلي وبنك الأردن

## العضوية
- عضو مؤسس لجمعية إدامة للطاقة والمياه والبيئة
- عضو مجلس إدارة شركة بورصة عمان
- عضو مجلس ادارة البنك المركزي الاردني
- عضو مجلس امناء مؤسسة إيليا نقل
- عضو مجلس ادارة جمعية الخير والعطاء
- عضو مجلس ادارة جمعية نهضة المرأة الأردنية.

## روابط خارجية
- موقع منتدى الاستراتيجيات الأردني